# Stand Tall
Stand Tall è il secondo album dei Killer Dwarfs, pubblicato nel 1986 per l'etichetta discografica Maze/Grudge Records.

## Tracce
1. Stand Tall (Stick to Your Guns) (Graham, Hall) 3:23
2. Human Survival (Graham, Hall) 4:45
3. Up to You and Me (Graham, Hall) 4:46
4. Borderline (Graham, Hall) 3:31
5. Through Animal Eyes (Graham, Hall) 4:38
6. Keep the Spirit Alive (Graham, Hall) 4:31
7. Believe in Me (Graham, Hall) 3:45
8. Do or Die (Graham, Hall) 4:15
9. Out on the Streets (Graham, Hall) 3:45
10. Bite the Hand That Feeds (Graham, Hall) 5:29

## Formazione
- Russ "Dwarf" Graham - voce
- Bryce "Dwarf" Trewin - chitarra
- Bad Ronbo "Dwarf" Mayer - basso
- Darrell "Dwarf" Millar - batteria